# Ústí nad Orlicí
Pour les articles homonymes, voir Ústí.
Ústí nad Orlicí (en allemand : Wildenschwert) est une ville de la région de Pardubice, en Tchéquie, et le chef-lieu du district d'Ústí nad Orlicí. Sa population s'élevait à 14 098 habitants en 2024.

## Géographie
Ústí nad Orlicí est arrosée par la Tichá Orlice, un affluent de l'Orlice, et se trouve à 45 km à l'est de Pardubice, à 49 km au sud-est- de Hradec Králové et à 141 km à l'est de Prague.
La commune est limitée par Orlické Podhůří et Libchavy au nord, par Dolní Dobrouč à l'est, par Česká Třebová et Dlouhá Třebová au sud, et par Řetová, Řetůvka, Hrádek et Sudislav nad Orlicí à l'ouest.

## Histoire
La première mention écrite mentionnant la ville date de 1285.

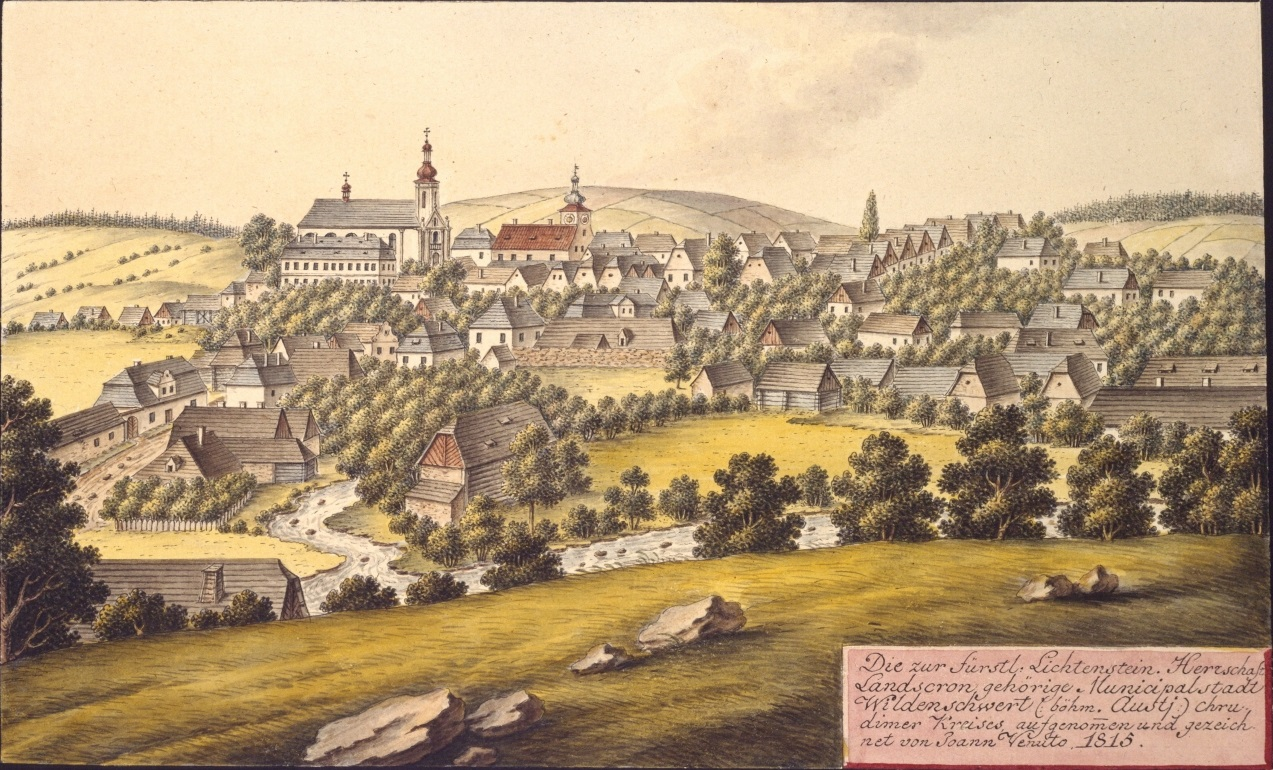
Ústí nad Orlicí en 1815.

## Galerie

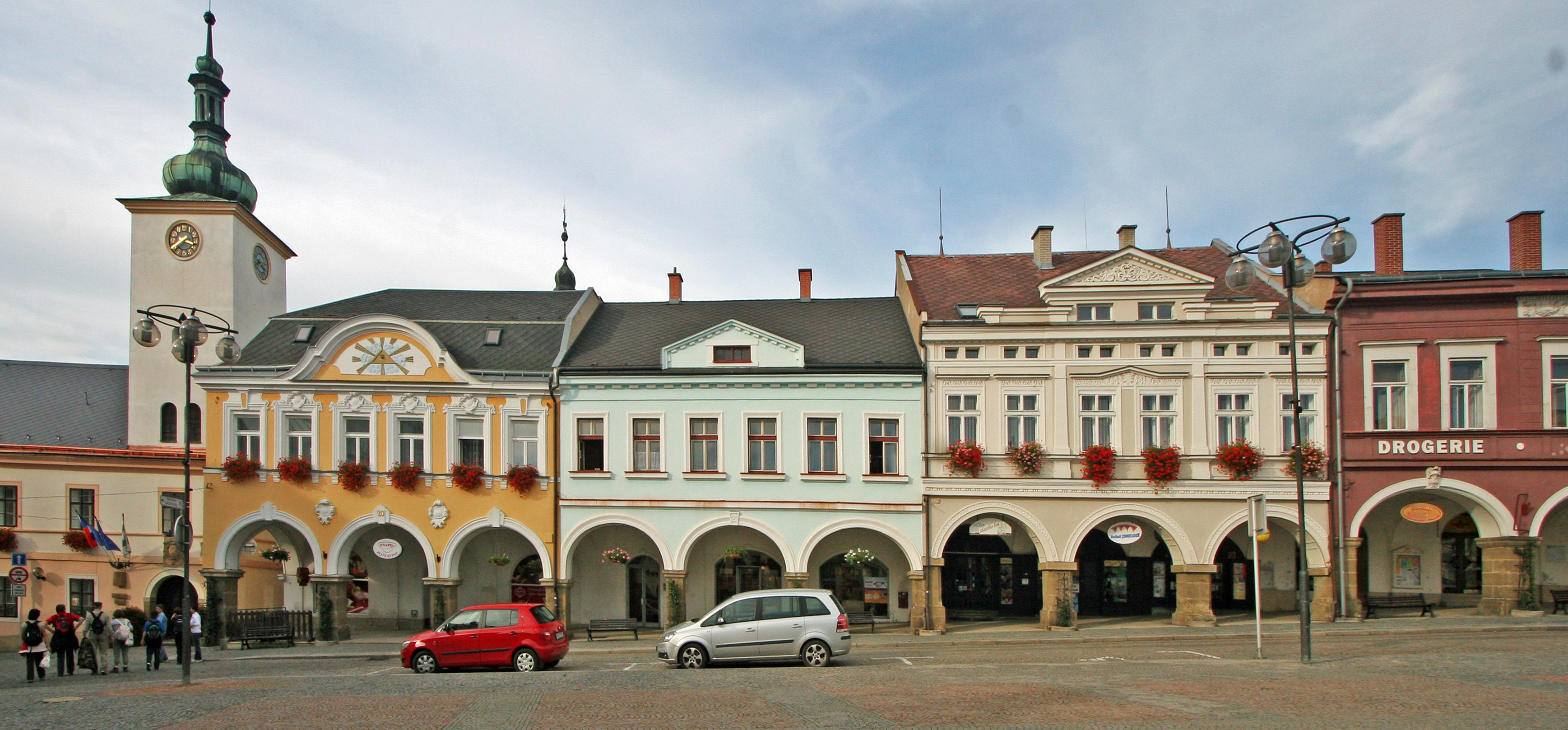
La place centrale.

## Population
Recensements (*) ou estimations de la population :
| 1869* | 1880* | 1890* | 1900*  | 1910*  | 1921* |
| ----- | ----- | ----- | ------ | ------ | ----- |
| 7 661 | 7 636 | 8 161 | 10 206 | 11 157 | 9 676 |

| 1930*  | 1950*  | 1961*  | 1970*  | 1980*  | 1991*  |
| ------ | ------ | ------ | ------ | ------ | ------ |
| 11 985 | 11 046 | 11 634 | 12 843 | 15 288 | 15 295 |

| 2001*  | 2011*  | 2015   | 2016   | 2017   | 2018   |
| ------ | ------ | ------ | ------ | ------ | ------ |
| 15 192 | 14 414 | 14 332 | 14 226 | 14 164 | 14 163 |

| 2019   | 2020   | 2021*  | 2022   | 2023   | 2024   |
| ------ | ------ | ------ | ------ | ------ | ------ |
| 14 196 | 14 280 | 13 958 | 13 936 | 14 141 | 14 098 |

## Transports
Par la route, Ústí nad Orlicí trouve à 31 km de Svitavy, à 61 km de Pardubice et à 169 km de Prague. 

## Jumelage
- Amberg (Allemagne)
- Bystrzyca Kłodzka (Pologne)
- Massa Martana (Italie)
- Berlin-Neukölln (Allemagne)
- Poprad (Slovaquie)

## Personnalité
- Jan Ludvík Lukes (1824-1906), chanteur d'opéra, y est né.